# LifeSpring Hospitals
LifeSpring Hospitals — индийская сеть небольших больниц, которая оказывает недорогую и высококачественную помощь малообеспеченным женщинам в Хайдарабаде, а также в штатах Махараштра и Карнатака. Создана в 2005 году как совместное предприятие американским некоммерческим фондом Acumen и индийским государственным производителем презервативов HLL Lifecare (ранее известен как Hindustan Latex Limited). По состоянию на 2011 год LifeSpring Hospitals владела 9 больницами, на 2014 год — 11 или 12 больницами.
Главная цель LifeSpring Hospitals — устранить огромный разрыв в сфере охраны материнства между услугами, которые предлагают плохо финансируемые государственные больницы с одной стороны и дорогие частные клиники, недоступные абсолютному большинству индийских женщин с другой стороны (кроме того, многие государственные больницы отличаются коррупцией и вымогательством взяток со стороны охранников и медсестёр, во многих высок риск инфекционных заболеваний). За бизнес-модель для LifeSpring Hospitals были взяты бюджетные авиакомпании, помощь в организации сети больниц оказывала компания KPMG. Так как LifeSpring Hospitals рассматривает бедняков как своих клиентов и является прибыльной структурой, она более стабильна, чем бесплатные благотворительные организации.
Первая больница LifeSpring Hospitals открылась в пригороде Хайдарабада Мула-Али в декабре 2005 года как пилотный проект, в феврале 2008 года сеть была зарегистрирована как частное совместное предприятие. С 2005 по 2010 год сеть LifeSpring Hospitals предоставила свои услуги 82 тыс. женщинам и их детям (многие услуги стоили на 30 — 50 % дешевле рыночных цен в других частных больницах). Кроме непосредственно родов и других хирургических операций больницы LifeSpring Hospitals оказывают предродовой уход и педиатрическую помощь, проводят вакцинацию и диагностику, продают лекарства через свою сеть аптек и ведут образовательные программы.
В ноябре 2010 года основатель сети LifeSpring Hospitals Анант Кумар присутствовал на круглом столе предпринимателей с инновационными моделями, который проходил в мумбайском Trident Hotel с участием американского президента Барака Обамы.